# Hail Mary
«Hail Mary» es el tercer sencillo del álbum The Don Killuminati: The 7 Day Theory de Makaveli, seudónimo del rapero 2Pac. La canción cuenta con la colaboración de Kastro, Young Noble & Yaki Kadafi y fue escrita y grabada en 30 minutos por 2pac. Las campanas y los sonidos oscuros eran típicos del periodo "Makaveli" de 2Pac. Los críticos también remarcan que esta canción contiene sus versos más profundos y demuestra su capacidad para escribir letras enérgicas. El sencillo alcanzó el puesto #43 en el Reino Unido. El tema aparece en cinco álbumes de 2Pac: Greatest Hits, The Don Killuminati: The 7 Day Theory, Best of 2Pac Part 1: Thug, Nu-Mixx Klazzics y Nu-Mixx Klazzics Vol. 2.
Un remix de la canción fue grabado por Eminem, 50 Cent y Busta Rhymes, llamado Hail Mary 2003. La canción era un diss hacia Ja Rule y Irv Gotti durante la disputa entre Murder Inc. y Shady/Aftermath.